# Apamea superba
Apamea superba là một loài bướm đêm trong họ Noctuidae.